# 香港特別行政區籌備委員會預備工作委員會
全國人民代表大會常務委員會香港特別行政區籌備委員會預備工作委員會（簡稱香港特區籌委會預委會或預委會）是第八届全国人民代表大会常务委员会（全國人大常委會）下設的工作委員會，根據《全國人民代表大會常務委員會關於設立全國人大常委會香港特別行政區籌備委員會預備工作委員會的決定》，於1993年7月16日成立。預委會是一個諮詢架構，69名委員來自香港和中國大陸。
1993年7月16日召開第一次全體會議，預委會共召開了6次全體會議，而轄下小組也舉行了多次會議和研討會。最後一次全體會議於1995年12月舉行，並在香港特別行政區籌備委員會成立後結束。

## 組織及成員
預委會轄下設有秘書處及五個專題小組，分別為：政務專題小組、經濟專題小組、法律專題小組、文化專題小組以及社會及保安專題小組。
主任
：钱其琛
副主任
：安子介　霍英東　鲁平　周南　姜恩柱　郑义　李福善
委員（按姓名筆劃排列）
： 万绍芬（女）　方黃吉雯（女）　王凤超　王启人　王叔文　甘子玉　田期玉　劉兆佳　劉皇發　安子介　朱幼麟　鄔維庸　李偉庭　李澤添　李国华（女）　李國寶　李福善　李嘉誠　肖蔚云　吴建璠　吳康民　邵天任　邵友保　陈元　陳日新　陈伟　陈滋英　郑义　范徐麗泰（女）　羅叔清　羅康瑞　羅德丞　周小川　周成奎　周南　经叔平　姜恩柱　赵稷华　查濟民　鍾士元　俞晓松　高尚全　秦文俊　倪少傑　徐四民　徐展堂　徐惠滋　钱其琛 　吳家瑋　梁振英　黃保欣　曾憲梓　曾鈺成　鲁平　廖瑤珠（女）　譚惠珠（女）　譚耀宗　霍英東　乌兰木伦　张良栋　徐泽　翁心桥　郭丰民　王英偉　劉漢銓　李祖澤 吳清輝　鄭明訓　賈施雅　黃宜弘
秘書長
：鲁平（兼）
副秘書長
：秦文俊　陈滋英